# Hapoel Herzliya
L'Hapoel Herzliya è una squadra di pallamano maschile israeliana con sede a Herzliya.

## Palmarès

### Titoli nazionali
- Campionato israeliano: 1
  - 1971-72.